# Curimata acutirostris
Curimata acutirostris é uma espécie de peixe da família dos curimatidae e da ordem dos caraciformes. Os machos podem alcançar 8,2 cm de comprimento. A espécie tem 31 vértebras. Vivem em zonas de clima tropical, na América do Sul, mais especificamente, na bacia do rio Araguaia, no Brasil.